# 香港流浪足球会
香港流浪足球会（ホンコンるろうそっきゅうかい、中国語: 香港流浪足球會、英語: Hong Kong Rangers Football Club、通称：流浪足球会）は、香港・九龍の深水埗区を本拠地とするサッカークラブである。香港最上位サッカーリーグである香港プレミアリーグに参加している。流浪足球会は2011年にはスポンサーの関係から「金峰科技」という名前でプレーした。

## 歴史
流浪足球会は1958年にスコットランドのグラスゴー出身であったイアン・ペトリーにより創設された。彼はスコットランドのサッカークラブであるレンジャーズFCにあやかってクラブ名を流浪足球会と名付けた。流浪足球会は現代的なサッカークラブの経営システムを導入した初のアジアのサッカークラブであった。クラブ設立当初は経営面で苦しく強豪クラブと対等に渡り合うことはできなかった。そのため、ペトリーは若手選手を多く起用し、クラブは若手育成クラブとして知られるようになった。郭家明は1960年代にペトリーによって見出された選手として有名である。1970年、クラブはデレク・カリー、ウォルター・ジェラード、ジャッキー・トレーナーという3人のスコットランド人プロサッカー選手を獲得した。彼らは香港リーグでプレーする初のヨーロッパ出身選手となり、香港のサッカーにおいて新たな歴史を作った。イアン・テイラーやジョー・ブレナン、ジミー・リデルなども流浪足球会でプレーした有名選手である。1980年代にはさらに多くの外国人選手がプレーするようになり、ジョージ・ベストを筆頭にスティーブン・パターソン、ジミー・ボーン、トミー・ノーランなども流浪足球会でプレーした。

### 今日
2001年10月12日以降、クラブはスポンサーのBuler (中国語: 澎馬)の名前を取り2006年夏までクラブ名を「澎馬流浪」としていたが、2007年9月15日にクラブは新たに時計ブランドのブローバ (中国語: 寶路華)がスポンサーになったと発表し、クラブ名は寶路華流浪に変更された。ところが、2007-2008シーズンは南華に1-9で破れるなど、成績は下降の一途を辿り、2勝9分7敗の成績でプレーオフの末に2部に降格してしまう。
2007-2008年終了後、四海集団が中心となって流浪の1部残留を要請するが統括する香港サッカー協会に拒否されたので、四海集団は流浪の選手やスタッフを引き抜いて四海体育会を設立。残存部も存続し、ここでチームが二つに分裂してしまうことなる。
2008年9月に正式に四海流浪が誕生したのに伴い、元のチームは安華と改名。2010年には標準錶針、2011年には金峰科技とチーム名を変えながら2部リーグで戦っていたが、2011-12シーズンに香港セカンドディビジョンリーグで優勝し、翌年の1部昇格を決めた。更に、元の四海流浪改め標準流浪が横浜FCの経営権買収で流浪の名称を放棄した事によって流浪の名跡を取り戻した。またエンブレムのカラーを赤地に白字から、水色を帯びた白地から濃い水色字といった変更も行っている。
2012-2013年度は5勝5分8敗、勝ち点20で残留した。
何十年にもわたり、流浪足球会におけるユース育成の方針は変化しておらず、優秀な若手選手を輩出している。流浪足球会のユースアカデミーで育った選手はより規模の大きいクラブと契約することが多いものの、クラブに残りプレーする者もいる。レンジャーズの育成システムは大きな成果を挙げており、U-15、U-17、U-19、U-21という全ての育成年代において香港代表チームに多くの選手を送り出している。

## チーム名変遷
- 1958-1995: Rangers (香港流浪)
- 1995-1997: UHLSPORT Rangers (UHLSPORT流浪)
- 1997-1999: Rangers (香港流浪)
- 1999: Rangers (奇利寶流浪)
- 1999-2001: Rangers (香港流浪)
- 2001-2006: Buler Rangers (澎馬流浪)
- 2006-2007: Rangers (香港流浪)
- 2007-2008: Bulova Rangers (寶路華流浪)
- 2008-2009: Rangers (香港流浪)
- 2009-2010: Ongood (安華)
- 2010-2011: Biu Chun (標準錶針)
- 2011-2012: Kam Fung (金鋒科技)
- 2012-2016: Biu Chun Rangers (標準流浪)
- 2016-2017: Lee Man Rangers (理文流浪)
- 2017-: Biu Chun Rangers (標準流浪)

## 獲得タイトル
- 香港ファーストディビジョンリーグ: 1
  - 1970-71

- 香港サードディビジョンリーグA: 1
  - 1991-92

- 香港シニアチャレンジシールド: 4
  - 1965-66, 1970–71, 1974–75, 1994–95

- 香港FAカップ: 2
  - 1976-77, 1994–95

## AFC国際大会
- アジアカップウィナーズカップ: 1回出場

1995/96: 2回戦敗退

## 歴代所属選手
| 中国 - 范志毅 (2003–04), (2005–06) イングランド - ガリー・バニスター (1993–94) - ボビー・バーンズ (班尼斯) (1995–96) - ガス・シーザー (凱薩) (1997–01) - ピーター・コステロ (哥斯達路) - ピーター・ガスリー (1994–97) - ケヴィン・ハント (亨特) (1997–98) - ピーター・マクドネル (麥當奴) (1982–83) - トレヴァー・クワウ (確路) (1993–96) マレーシア - チョー・チー・クォン (仇志強) (1970) ナイジェリア - ドミニク・ヨーファ (奧化) (1997–98), (1999–00) - コーネリアス・ウーデブルーザー (哥連斯) (2001–02), (2003–04) 北アイルランド - ジョージ・ベスト (乔治贝斯特) (1982) ポルトガル - 陳耀麟 (1998–04) - 郭家明 (1968–80) - 盧均宜 (1999–07) - 文彼得 (2001–06) - ヌーノ・カヴァレイロ - 林尚義 (1970–72) - 譚兆偉 (1994–96), (2001–03) | スコットランド - ジム・ベグビー (1973–74) - ジミー・ボーン (占士邦) (1981–83) - ジョー・ブレナン (1973–74) - デヴィッド・クレイグ (2000) - デレク・カリー (居里) (1970–72) - ジム・フォレスト (1973–??) - デレク・ハーグリーブス (1977–??) - ウィリー・ヘンダーソン (1974–77) - マイク・ホーン (1976–77) - ジミー・リデル (1973–76) - トミー・ノーラン (1981–84) - スティーブン・パターソン (柏德遜) (1982) - スティーヴ・レインズ (賴恩斯) (1993–??) - ビリー・センプル (森寶) (1977–83) - イアン・テイラー (1973–74) - ジョン・ワトソン (莊屈臣) (1981–83) - ジョン・ヤング (楊格) (1983), (年間最優秀選手: 1982–83) 韓国 - 金判坤 (2002–04) 日本 - 片野寛理 (2015–16) - 林遼太 (2021–) - 上形洋介(2024-) |

## 過去の成績
| シーズン | クラブ名   | リーグ    | 順位 | 試 | 勝 | 分 | 敗 | 得 | 失 | 点 | シニアシールド | FAカップ     | リーグカップ       | ジュニアシールド | 註                                           |
| -------- | ---------- | --------- | ---- | -- | -- | -- | -- | -- | -- | -- | -------------- | ------------ | ------------------ | ---------------- | -------------------------------------------- |
| 2005–06  | 澎馬流浪   | 1部リーグ | 3    | 14 | 7  | 3  | 4  | 24 | 19 | 24 | 1回戦敗退      | 1回戦敗退    | グループリーグ     | —                | 滬港球会杯 - 準優勝 Cite du Louvre Cup - 3位 |
| 2006–07  | 流浪       | 1部リーグ | 4    | 18 | 7  | 7  | 4  | 23 | 19 | 28 | 1回戦敗退      | 準決勝敗退   | グループリーグ敗退 | —                |                                              |
| 2007–08  | 寶路華流浪 | 1部リーグ | 10   | 18 | 2  | 9  | 7  | 19 | 35 | 15 | 準々決勝敗退   | 準々決勝敗退 | グループリーグ敗退 | —                | 2部降格                                      |
| 2008–09  | 流浪       | 2部リーグ | 6    | 18 | 6  | 5  | 7  | 32 | 32 | 23 | —              | —            | —                  | 1回戦敗退        |                                              |
| 2009–10  | 安華       | 2部リーグ | 4    | 16 | 10 | 1  | 5  | 49 | 31 | 31 | —              | —            | —                  | —                |                                              |
| 2010–11  | 標準流浪   | 2部リーグ | 7    | 22 | 9  | 4  | 9  | 37 | 38 | 31 | —              | —            | —                  | 3回戦敗退        |                                              |
| 2011–12  | 金峰科技   | 2部リーグ | 1    | 22 | 16 | 2  | 4  | 69 | 24 | 50 | —              | —            | —                  | 2回戦敗退        | 1部昇格                                      |